# Stockholm Syndrome (álbum)
Stockholm Syndrome es el cuarto álbum de la banda de rock Backyard Babies. Se lanzó al mercado en el año 2003 bajo el sello discográfico BMG. Minus Celsius, A Song for the Outcast y Friends fueron los sencillos promocionales que se conocieron de este disco.

## Lista de canciones
1. Everybody Ready?!
2. Earn the Crown
3. A Song for the Outcast
4. Minus Celsius
5. Pigs for Swine
6. One Sound
7. Say When
8. Year by Year
9. Friends
10. Be Myself and I
11. You Tell Me You Love Me You Lie
12. Big Bad Wolf (Bonus track)
13. Shut the Fuck Up (Bonus track)

- Datos: Q4346804